# MG 131
MG 131 (zkratka pro Maschinengewehr 131, německy „kulomet 131“) byl 13mm kulomet vyvinutý v roce 1938 německou firmou Rheinmetall-Borsig jako nástupce méně výkonného kulometu MG 17 ráže 7,92 mm a vyráběný mezi lety 1940 a 1945. MG 131 byl navržen pro pevné i pohyblivé zabudování v letounech Luftwaffe jak samostatně, tak ve dvojici. Během druhé světové války měla tato zbraň v německém letectvu obdobné postavení jako kulomet Browning M2 v letectvu americkém.[zdroj⁠?!]
MG 131 tvořil součást výzbroje letounů Bf 109, Me 410, Fw 190, Ju 88, He 177 a mnoha dalších.
Pár kulometů MG 131 byl umístěn nad motorem pozdějších modelů Bf 109G a díky větším rozměrům nabíjecího mechanismu vyžadovala jejich instalace dvě „kapky“ neboli Beule na krytu motoru (po jedné na každé straně), u pozdějších verzí (G-10, G-14 a řada BF-109K) byly „kapky" nahrazeny zcela novou kapotáží motoru s hladším přechodem do štíhlejšího trupu.

## Galerie

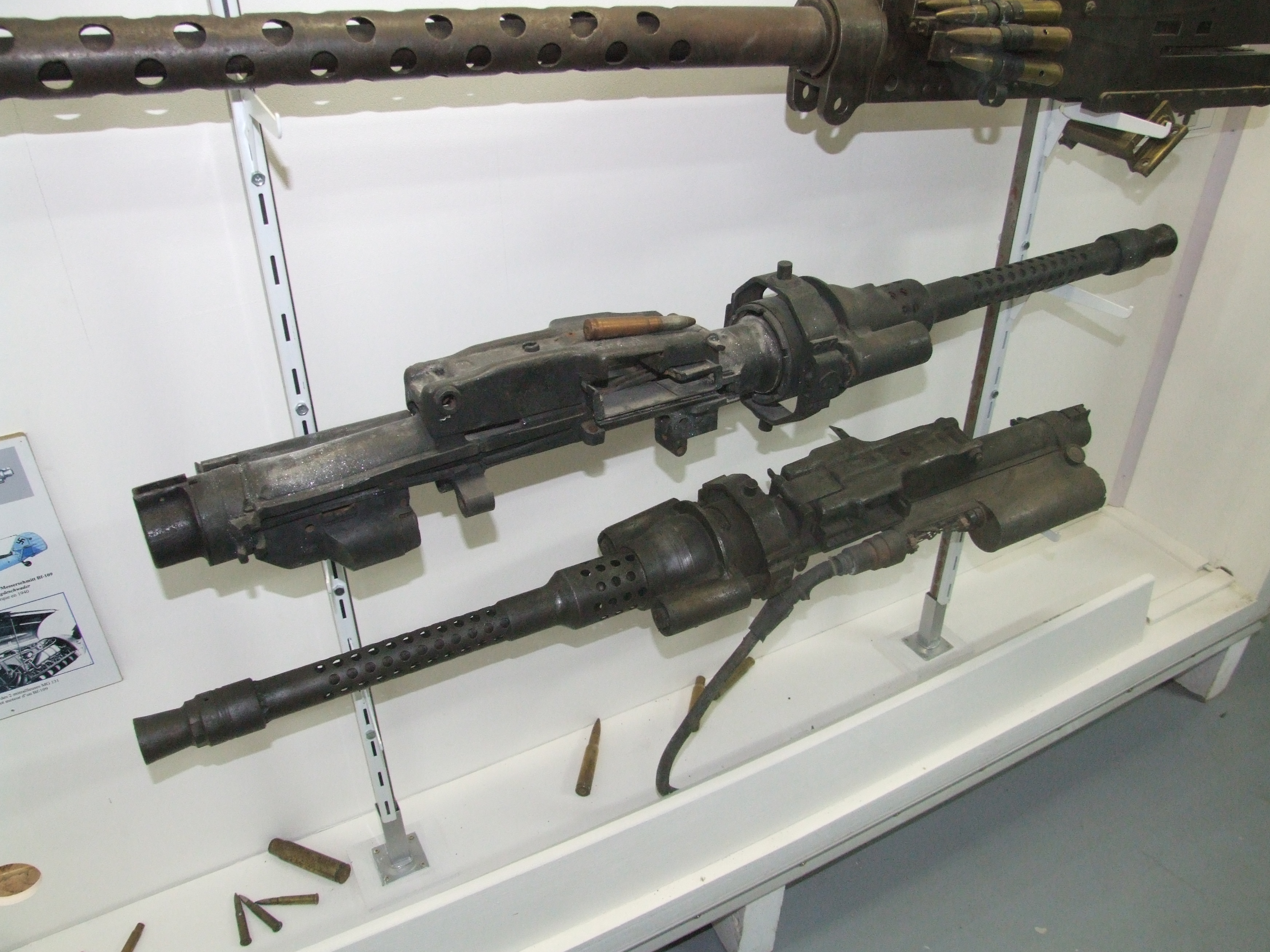
MG 131 v muzeu Mémorial du Souvenir, Dunkerque
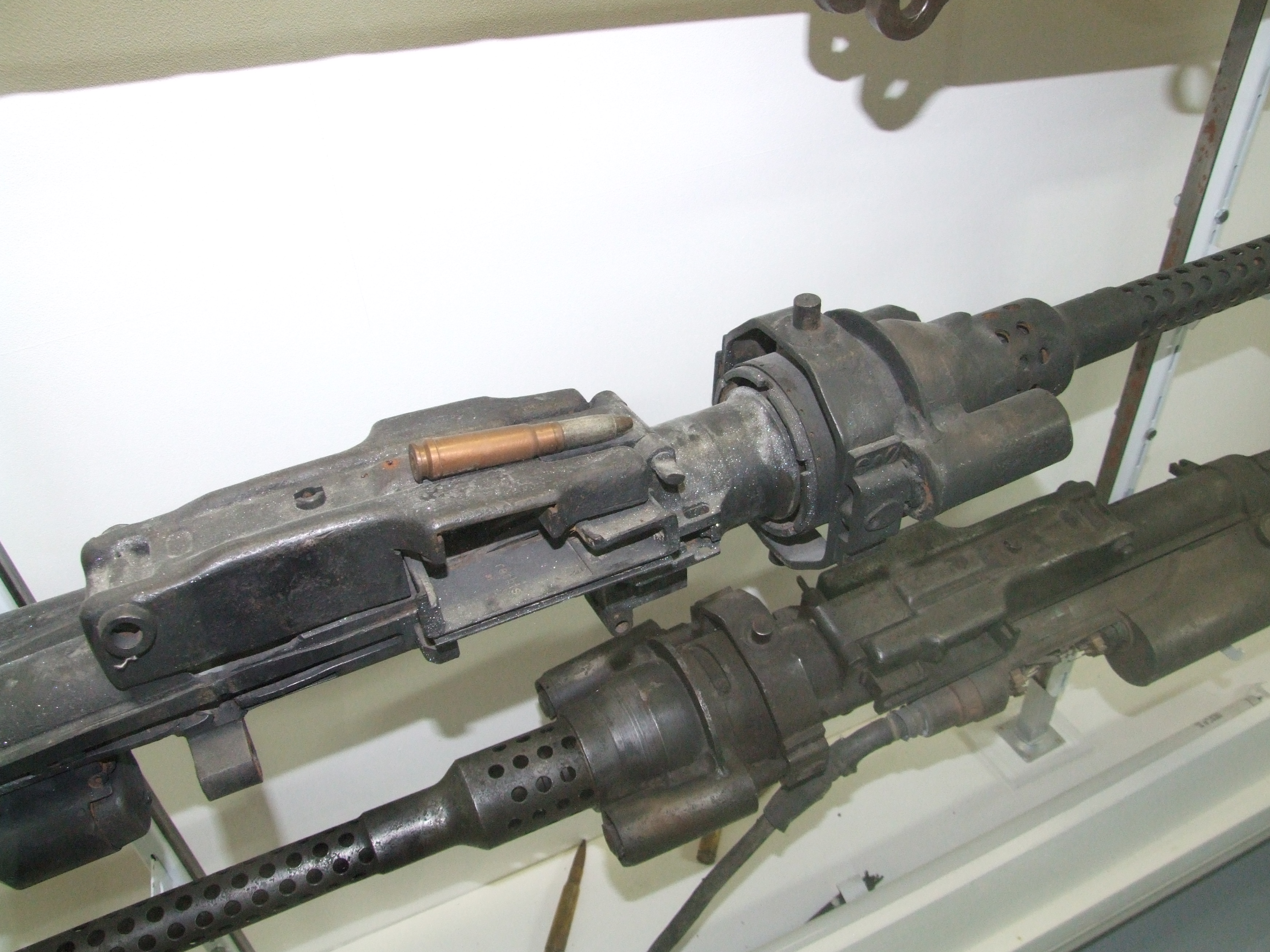
Detail MG 131 v Mémorial du Souvenir
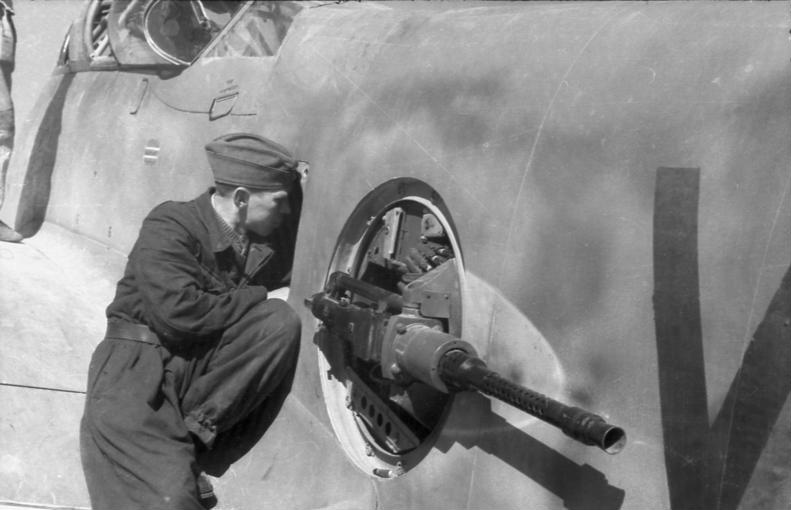
Pohyblivý MG 131 na Me 210/410
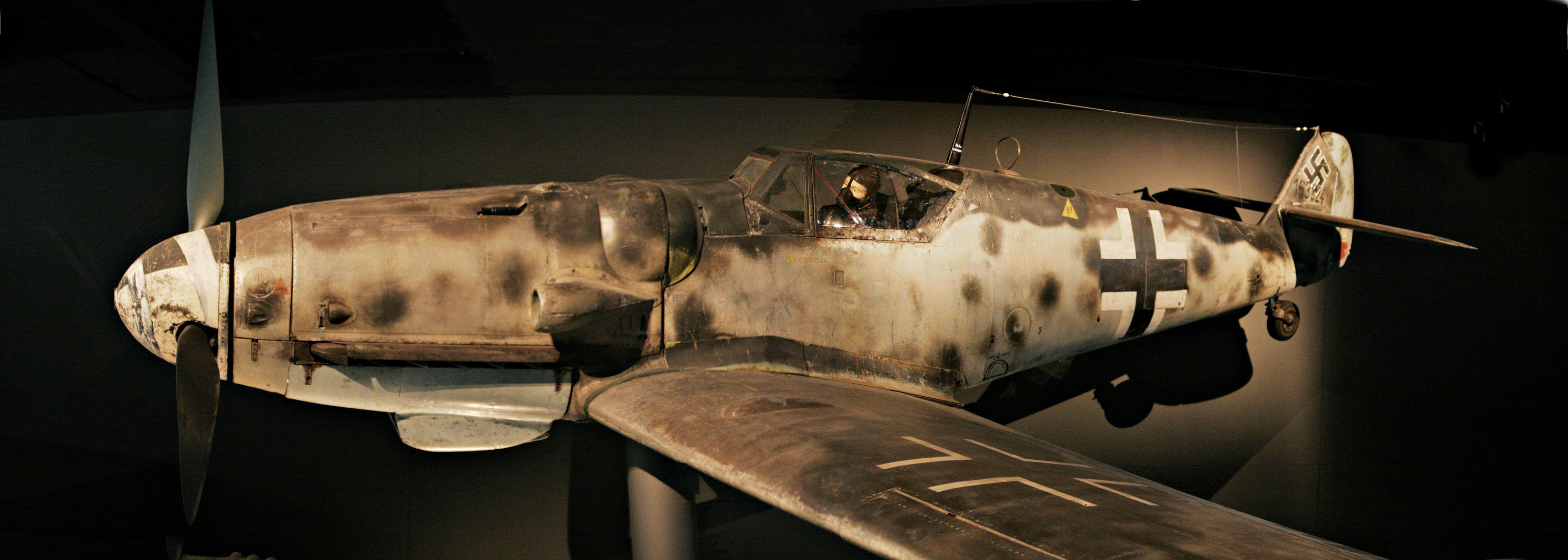
Patrné „boule“ na pozdější verzi Bf 109G